# Могами (посёлок)
Могами (яп. 最上町 Могами-мати) — посёлок в Японии, находящийся в уезде Могами префектуры Ямагата. Площадь посёлка составляет 330,27 км², население — 9114 человек (1 августа 2014), плотность населения — 27,60 чел./км².

## Географическое положение
Посёлок расположен на острове Хонсю в префектуре Ямагата региона Тохоку. С ним граничат города Синдзё, Обанадзава, Осаки, Юдзава и посёлки Фунагата, Ками.

## Население
Население посёлка составляет 9114 человек (1 августа 2014), а плотность — 27,60 чел./км². Изменение численности населения с 1980 по 2005 годы:
| 1980 | 13 190 чел. |  |
| 1985 | 13 007 чел. |  |
| 1990 | 12 541 чел. |  |
| 1995 | 12 174 чел. |  |
| 2000 | 11 483 чел. |  |
| 2005 | 10 761 чел. |  |

## Символика
Деревом посёлка считается слива японская, цветком — горечавка шероховатая, птицей — Syrmaticus soemmerringii.